# Gogga, Shikarpur
Gogga là một làng thuộc tehsil Shikarpur, huyện Shimoga, bang Karnataka, Ấn Độ.